# Reforma Agraria, Quintana Roo
Reforma Agraria är en ort i Mexiko.   Den ligger i kommunen Felipe Carrillo Puerto och delstaten Quintana Roo, i den östra delen av landet, 1 200 km öster om huvudstaden Mexico City. Reforma Agraria ligger 19 meter över havet och antalet invånare är 314.
Terrängen runt Reforma Agraria är mycket platt. Runt Reforma Agraria är det mycket glesbefolkat, med 4 invånare per kvadratkilometer. Det finns inga andra samhällen i närheten. I omgivningarna runt Reforma Agraria växer i huvudsak städsegrön lövskog.